# グドムンドゥル・ステフェンセン
グドムンドゥル・ステフェンセン（Guðmundur Stephensen、1982年6月29日 - ）はアイスランドの男子卓球選手。レイキャビクのクラブチームヴィキングル所属。
2004年にデビューを果たす。2009年に横浜市で開催された第50回世界卓球選手権個人戦に出場しており、2回戦まで進出したが、香港の李静に敗れている。